# Пунсет, Эдуард
Эдуард Пунсет Казальс (кат. Eduardo o Eduard Punset Casals; 9 ноября 1936 года, Барселона, Испания — 22 мая 2019 года) — испанский политик, юрист, экономист и популяризатор науки, основатель телевизионной программы Redes.

## Биография
Эдуард родился 9 ноября 1936 года в Барселоне в семье сельского врача (родом из  провинции Таррагона). Средние образование получил в Средней школе Северного Голливуда в Лос-Анджелесе. Он говорил на каталонском и кастильском языках, выучил английский, а также немного говорил на французском.
Получил степень бакалавра по праву в Мадридском университете Комплутенсе и степень магистра по экономике в Лондонском университете.
Он был райтером по экономике в «Би-би-си», директором по экономике латиноамериканского издания The Economist в 1967—1969 годах, экономистом Международного валютного фонда в Соединенных Штатах в 1969—1973 годах, специалистом по влиянию новых технологий и консультантом COTEC, ассистентом профессора международного маркетинга в ESADE, президентом технологического института Bull, профессором инноваций и технологий в IE Business School в Мадриде, президентом ENHER, заместителем генерального директора по экономическим и финансовым исследованиям в Banco Hispanoamericano и координатором стратегического плана для информационного общества Правительства Каталонии.
В 1978 году Пунсет был избран советником по экономике и финансам Каталонии от партии центристов (UCD), затем был избран депутатом на первых выборах в парламент Каталонии в 1980 году. В 1980—1981 годах был министром по делам Европейских сообществ в правительстве Испании. Покинув UCD, он баллотировался в качестве независимого кандидата по списку правоцентристского избирательного альянса в Каталонии «Конвергенция и Союз», участвовал во всеобщих выборах 1982 года, получил место, которое он покинул в декабре 1983 года. В 1985 году он вошел в партию Адольфо Суареса «Демократический и социальный центр» (CDS). По партийному списку он был избран депутатом Европарламента в 1987 и 1989 годах, оставаясь в Европейском парламенте до 1994. Он покинул CDS в 1991 году, после отставки Адольфо Суареса, но сохранил свой пост Европарламента в качестве независимого депутата. Во время своего пребывания в Европарламенте он был председателем парламентской делегации по делам Польши, курировал часть процесса экономических преобразований в странах Восточной Европы после падения Берлинской стены. В июне 1991 года он создал новую политическую партию «Форум», по списку которой баллотировался на европейских выборах 1994 года с коалицией с CDS, в качестве главы списка. Коалиция не получила ни одного места в Европарламенте. «Форум» был распущен в марте 1995 года, а сам Пунсет отказался от политики.
Эдуард Пунсет скончался 22 мая 2019 года после продолжительной болезни в возрасте 82 лет. Он был отцом политика Каролины Пунсет, писателя и популяризатора науки Эльзы Пунсет и Нади.

## Награды
За свои заслуги был неоднократно награждён:
- 1981 — большой крест ордена Карла III «в благодарность за оказанные услуги в качестве министра правительства Испании»;
- 2001 — премия Испанской ассоциации ученых «в знак признания работы в области научных исследований и технологических разработок»;
- 2002 — премия Airtel от Фонда Vodafone «за послужной список в области журналистики»;
- 2006 — премия цифровой журналистики Хосе Мануэля Порке;
- 2007 — премия журналистики короля Хайме I от Женералитата Валенсии[англ.] «за вклад в распространение аспектов, связанных с научными, медицинскими и экологическими исследованиями, через свою телевизионную программу Redes, веб-сайт и многочисленные конференции и публикации»;
- 2007 — премия психологии от Официального колледжа психологов университета Мурсии «за его научный интерес и вклад в развитие психологии, а также за распространение, которое он осуществляет через телевизионную программу Redes»;
- 2008 — премия от Испанской профессиональной ассоциации журналистов прессы, радио и телевидения (APEI-Catalunya) в категории Искренний;
- 2008 — премия «Человек года» от GQ «в качестве лучшего писателя»;
- 2008 — почётное упоминание от Испанского общества неврологии «за работу по распространению научных знаний в области неврологии»;
- 2008 — премия Манеля Ксифра и Боада от Школы технических и промышленных инженеров Жироны «за передачу технических и технологических знаний и в знак признания его деятельности в качестве пропагандиста науки и техники»;
- 2008 — премия в области науки и техники от Испанской ассоциации издателей периодических изданий;
- 2009 — премия Открытие[англ.] от Ассоциации телезрителей Каталонии «за добродетель, которая заставляет нас понять тайны жизни и технические достижения привлекательным и простым способом. Благодаря их программам мы знаем, как быть немного счастливее или понять, почему мы такие, какие мы есть. К его талантам великого научного коммуникатора следует добавить его высокое человеческое качество и целеустремленность и стремление к преодолению, которые он продемонстрировал даже в самые трудные времена».
- 2010 — почётный доктор (honoris causa) Университета Балеарских островов;
- 2010 — награда «Самое интересное пространство для сетей» во II фестивали FesTVal[англ.] в городе Витория-Гастейс;
- 2011 — крест Сант-Жорди от женералитета Каталонии;
- 2012 — городская премия Алькала искусств и литературы «за работу коммуникатора, писателя и научного мыслителя».
- 2012 — топ-10 «Самых влиятельных иберо-американских интеллектуалов года» по версии журнала Foreign Policy.